# Альберт, Рудольф
Рудольф Альберт (нем. Rudolf Alberth или Albert; 28 марта 1918, Франкфурт-на-Майне — 29 мая 1992, Мюнхен) — немецкий дирижёр.

## Биография
Дебютировал как дирижёр осенью 1945 года с Симфоническим оркестром Франкфуртского радио, затем работал с Оркестром Юго-Западного радио Германии. В 1949—1964 гг. второй дирижёр Симфонического оркестра Баварского радио, в 1964—1968 гг. возглавлял Нижнесаксонский симфонический оркестр. Считался специалистом по современной музыке, сотрудничал с Карлом Амадеусом Хартманом в его проекте Musica viva. Одновременно много работал во Франции, будучи связан творческим содружеством с Оливье Мессианом; дирижировал первыми исполнениями нескольких сочинений Мессиана, в том числе премьерой «Экзотических птиц» (1959).
В молодости занимался также композицией: Серенада для струнного квартета и струнного оркестра (1942, премьера 1958) и др. Опубликовал книгу воспоминаний «Da capo. Забавное и поучительное из моей музыкальной жизни» (нем. Da capo. Heiteres und Nachdenkliches aus meinem Musikerleben; 1980).